# Jesús Hernández (wielrenner)
Jesús Alberto Hernández Blázquez (Ávila, 28 september 1981) is een Spaans voormalig wielrenner die in 2017 zijn carrière afsloot bij Trek-Segafredo. Hernández is een kleine, lichtgebouwde klimmer. Hij reed vooral als knecht voor zijn landgenoot Alberto Contador.

## Carrière
In 2002 liep hij samen met Alberto Contador stage bij ONCE-Eroski, maar waar Contador een contract voor 2003 kreeg, werd Hernández een jaar later pas prof. In zijn eerste jaar als professional nam hij onder meer deel aan de Ronde van Vlaanderen en de Tirreno-Adriatico. Na het seizoen 2004, waarin hij onder meer twintigste werd in de Ronde van Duitsland, scheidden de wegen van Contador en Hernández: El Pistolero bleef bij dezelfde ploeg, Hernández vertrok naar Relax-GAM. In december 2006 werden Hernández en Contador door de rechter opgeroepen om een verklaring af te leggen omtrent Operación Puerto, waarvoor beide renners door de UCI waren vrijgesproken.
In zijn eerste seizoen in dienst van Relax-GAM werd Hernández onder meer vijfde in de Prueba Villafranca de Ordizia en nam hij deel aan zijn eerste grote ronde: de Ronde van Spanje. Nadat hij deze wedstrijd niet uit wist te rijden eindigde hij zijn seizoen met een veertiende plaatse in de Escalada a Montjuïc. Het seizoen 2007 begon voor Hernández op Mallorca, waar hij deelnam aan de laatste drie manches van de Challenge Mallorca. In de door Thomas Dekker gewonnen Trofeo Pollença werd de Spanjaard twintigste. Later dat seizoen werd hij nog negentiende in de Clásica San Sebastián en reed hij ook zijn tweede Vuelta niet uit. Omdat zijn ploeg er aan het eind van 2007 mee stopte, moest Hernández op zoek naar een nieuwe ploeg. Deze vond hij echter niet, waardoor hij in het seizoen 2008 geen ploeg had.
In augustus 2008 werd Hernández gepresenteerd als nieuwe aanwinst van Astana, waar Contador onder contract stond. Zijn debuut voor de Kazachse formatie maakte Hernández als knecht voor Lance Armstrong in de Tour Down Under, waar hij één plaats boven de Amerikaan eindigde. Aan het eind van het seizoen nam hij deel aan de Ronde van Spanje. In de zeventiende etappe, met aankomst in zijn geboorteplaats Ávila, werd Hernández negende. In het algemeen klassement eindigde hij als negentiende. Hiermee was hij na Daniel Navarro (dertiende) en Haimar Zubeldia (veertiende) de derde Astana-renner in de eindstand. In 2010 maakte Hernández deel uit van de ploeg die Alberto Contador voor de derde maal (en tweede keer op rij) naar de Tourwinst moest helpen. Dit lukte, ware het niet dat Contador de zege twee jaar later kwijtraakte vanwege vermeend dopinggebruik.
Na twee jaar Astana ging Hernández Contador achterna naar Saxo Bank Sungard, net als hun ploeggenoten Benjamin Noval en Daniel Navarro Hier hielp Hernández Contador wederom aan een eindzege in een grote ronde: in de Ronde van Italië versloeg de kopman Michele Scarponi met ruim zes minuten verschil. Echter, ook deze zege raakte Contador kwijt, evenals de vijfde plaats in de Tour van dat jaar.
In 2012 nam Hernández in dienst van Contador deel aan de Ronde van Spanje. In de zeventiende etappe, die werd gewonnen door Contador, eindigde Hernández als elfde in dezelfde tijd als Joaquim Rodríguez, die zijn leiderstrui verloor aan Contador. In de laatste vier etappes wist Contador zijn leiderstrui met succes te verdedigen, waardoor hij voor de tweede maal (de eerste keer met Hernández als ploeggenoot) de Vuelta op zijn naam schreef. In 2013 nam Hernández als knecht van Contador voor de derde maal in zijn carrière deel aan de Ronde van Frankrijk. Met zijn ploeg werd hij vierde in de ploegentijdrit op de vierde dag, zelf werd hij negende in de twintigste etappe. Aan het eind van de ronde stond Team Saxo-Tinkoff bovenaan in het ploegenklassement.
Omdat Oleg Tinkov na 2016 de stekker uit zijn wielerploeg zou trekken, moest Hernández op zoek naar een nieuwe ploeg. In september van dat jaar werd bekend dat hij, samen met Alberto Contador en ploegleider Steven de Jongh, de overstap zou maken naar Trek-Segafredo.

## Resultaten in voornaamste wedstrijden
| Jaar | Ronde van Italië | Ronde van Frankrijk | Ronde van Spanje |
| ---- | ---------------- | ------------------- | ---------------- |
| 2004 |                  |                     |                  |
| 2005 |                  |                     |                  |
| 2006 |                  |                     | opgave           |
| 2007 |                  |                     | opgave           |
| 2008 |                  |                     |                  |
| 2009 |                  |                     | 19e              |
| 2010 |                  | 140e                |                  |
| 2011 | 28e              | 92e                 |                  |
| 2012 |                  |                     | 43e              |
| 2013 |                  | 43e                 |                  |
| 2014 |                  | opgave              | 21e              |
| 2015 |                  |                     |                  |
| 2016 | 59e              |                     | 43e              |
| 2017 | 49e              |                     | 64e              |

| Jaar | Ronde van Vlaanderen | Parijs-Roubaix | Amstel Gold Race | Luik-Bast.‑Luik | Ronde van Lombardije | Waalse Pijl | Clásica San Sebastián |  | Wereldranglijsten |
| ---- | -------------------- | -------------- | ---------------- | --------------- | -------------------- | ----------- | --------------------- |  | ----------------- |
| 2004 | opgave               |                |                  |                 |                      |             |                       |  |                   |
| 2005 | opgave               | opgave         |                  |                 |                      |             |                       |  |                   |
| 2006 |                      |                |                  |                 |                      |             |                       |  |                   |
| 2007 |                      |                |                  |                 |                      |             | 19e                   |  |                   |
| 2008 |                      |                |                  |                 |                      |             |                       |  |                   |
| 2009 |                      |                | opgave           | opgave          |                      |             |                       |  | 207e (UWK)        |
| 2010 |                      |                |                  |                 |                      |             | opgave                |  |                   |
| 2011 |                      |                |                  |                 |                      | opgave      | 84e                   |  |                   |
| 2012 |                      |                |                  |                 |                      |             | 21e                   |  |                   |
| 2013 |                      |                |                  |                 |                      |             | opgave                |  |                   |
| 2014 |                      |                |                  |                 | opgave               |             |                       |  |                   |
| 2015 |                      |                |                  |                 | opgave               |             | 64e                   |  |                   |
| 2016 |                      |                |                  |                 |                      |             | 105e                  |  |                   |
| 2017 |                      |                | opgave           | opgave          |                      | 155e        |                       |  | 307e (UWT)        |

## Ploegen
- 2002 –  ONCE-Eroski (stagiair vanaf 1-9)
- 2004 –  Liberty Seguros
- 2005 –  Liberty Seguros-Würth
- 2006 –  Relax-GAM
- 2007 –  Relax-GAM
- 2009 –  Astana
- 2010 –  Astana
- 2011 –  Saxo Bank-Sungard
- 2012 –  Team Saxo Bank-Tinkoff Bank [a]
- 2013 –  Team Saxo-Tinkoff
- 2014 –  Tinkoff-Saxo
- 2015 –  Tinkoff-Saxo
- 2016 –  Tinkoff
- 2017 –  Trek-Segafredo

1. ↑  Tot eind juni heette de ploeg Team Saxo Bank, maar na het aantrekken van Oleg Tinkov als cosponsor werd de naam veranderd.